# 1. ŽNL Krapinsko-zagorska 2023./24.
Ovaj članak je podtema članka: 6. rang HNL-a 2023./24.

1. ŽNL Krapinsko-zagorska u sezoni 2023./24. predstavlja drugi stupanj županijske lige u Krapinsko-zagorskoj županiji, te ligu šestog stupnja hrvatskog nogometnog prvenstva. 
 
Sudjelovalo je deset klubova, a prvak lige je postao klub "Klanjec". 

## Sustav natjecanja
10 klubova je igralo trokružnu ligu (27 kola). 

## Ljestvica
| mj. | klub                          | ut. | pob. | ner. | por. | gol+ | gol- | bod |
| --- | ----------------------------- | --- | ---- | ---- | ---- | ---- | ---- | --- |
| 1.  | Klanjec                       | 27  | 21   | 4    | 2    | 76   | 25   | 67  |
| 2.  | Stubica (Donja Stubica)       | 27  | 15   | 4    | 8    | 64   | 40   | 49  |
| 3.  | Inkop Poznanovec              | 27  | 13   | 4    | 10   | 52   | 45   | 43  |
| 4.  | Oštrc Zlatar                  | 27  | 12   | 2    | 13   | 47   | 46   | 38  |
| 5.  | Pregrada                      | 27  | 10   | 6    | 11   | 46   | 36   | 36  |
| 6.  | Jedinstvo Sveti Križ Začretje | 27  | 10   | 4    | 13   | 50   | 54   | 34  |
| 7.  | Oroslavje                     | 27  | 10   | 4    | 13   | 41   | 46   | 34  |
| 8.  | Radoboj                       | 27  | 7    | 11   | 9    | 48   | 61   | 32  |
| 9.  | Mladost Marija Bistrica       | 27  | 9    | 4    | 14   | 38   | 72   | 31  |
| 10. | Zagorec Veliko Trgovišće      | 27  | 3    | 7    | 17   | 23   | 60   | 16  |

## Rezultatska križaljka
Ažurirano: 14. srpnja 2024. 
| kratica | klub                          | INK      | JED      | KLA      | MLA      | ORO      | OŠT      | PRE      | RAD      | STU      | ZAG      |
| --- | ----------------------------- | -------- | -------- | -------- | -------- | -------- | -------- | -------- | -------- | -------- | -------- |
| INK | Inkop Poznanovec              |          | 4:3, 2:1 | 1:2      | 6:1      | 1:0      | 1:2, 5:1 | 2:1, 2:1 | 2:1, 4:4 | 0:2      | 3:1, 6:0 |
| JED | Jedinstvo Sveti Križ Začretje | 0:0      |          | 2:1, 1:7 | 6:2, 6:1 | 1:0, 3:1 | 0:4      | 2:1, 1:2 | 3:1      | 1:4      | 1:2      |
| KLA | Klanjec                       | 1:1, 4:1 | 2:2      |          | 4:1, 5:0 | 2:1, 4:1 | 3:0      | 2:1      | 2:2      | 5:0, 0:3 | 1:1, 4:0 |
| MLA | Mladost Marija Bistrica       | 3:2, 2:0 | 1:0      | 0:3      |          | 2:0, 1:0 | 1:2      | 3:6      | 2:1, 1:1 | 0:2, 2:3 | 2:2      |
| ORO | Oroslavje                     | 0:3, 3:0 | 3:1, 4:1 | 1:2      | 4:1      |          | 4:2      | 1:2      | 3:3, 1:4 | 3:2, 0:3 | 3:2      |
| OŠT | Oštrc Zlatar                  | 2:0      | 0:2      | 1:4, 0:1 | 1:2, 4:1 | 3:0, 4:1 |          | 4:1, 2:1 | 1:2      | 1:0      | 3:0, 3:0 |
| PRE | Pregrada                      | 4:0      | 2:1      | 0:1, 1:4 | 8:0, 0:0 | 0:0, 0:0 | 1:0      |          | 4:0      | 3:3, 0:1 | 2:1, 1:0 |
| RAD | Radoboj                       | 3:1      | 1:1, 2:1 | 2:3, 0:4 | 3:6      | 1:1      | 0:0, 3:2 | 2:2; 1:1 |          | 2:1      | 3:1      |
| STU | Stubica (Donja Stubica)       | 1:2, 2:2 | 1:1, 2:5 | 1:2      | 3:1      | 1:2      | 4:1, 4:1 | 2:1      | 7:1, 4:2 |          | 1:0, 5:0 |
| ZAG | Zagorec Veliko Trgovišće      | 0:1      | 2:0, 2:4 | 1:3      | 0:0, 0:2 | 0:1, 0:4 | 2:2      | 1:0      | 0:0, 3:3 | 2:2      |          |
| |                               |          |          |          |          |          |          |          |          |          |          |
| podebljan rezultat - utakmice od 1. do 9., te od 19. do 27. kola (1. i 3. utakmica između klubova) rezultat normalne debljine - utakmice od 10. do 18. kola (2. utakmica između klubova) rezultat nakošen - nije vidljiv redoslijed odigravanja međusobnih utakmica iz dostupnih izvora rezultat smanjen * - iz dostupnih izvora nije uočljiv domaćin susreta prekrižen rezultat - poništena ili brisana utakmica p - utakmica prekinuta 3:0 p.f. / 0:3 p.f. - rezultat 3:0 bez borbe n.i. - nije igrano |                               |          |          |          |          |          |          |          |          |          |          |

 Izvori:

## Najbolji strijelci
Izvori:
Strijelci 10 i više pogodaka: 
| 24 gola - Vladimir Brlek (Klanjec) 13 golova - Borna Brezak (Inkop) - Karlo Gregurić (Oštrc) - Mario Rašić (Stubica) 12 golova - Mihael Dlesk (Klanjec) - Nikola Latin (Oštrc) | 11 golova - Martino Majcenić (Jedinstvo) - Davor Iskrić (Oroslavje) - Lovre Petrović (Radoboj) |

 Ažurirano: 15. srpnja 2024. 

## Vanjske poveznice
- nskzz.hr, Nogometni savez Krapinsko-zagorske županije
- semafor.hns.family